# (38458) 1999 TP12
(38458) 1999 TP12 est un astéroïde de la ceinture principale d'astéroïdes découvert en 1999.

## Description
(38458) 1999 TP12 a été découvert le 12 octobre 1999 à l'observatoire Palomar, situé au nord de San Diego en Californie, par Paul G. Comba.

### Caractéristiques orbitales
L'orbite de cet astéroïde est caractérisée par un demi-grand axe de 2,61 ua, un périhélie de 2,010 ua, une excentricité de 0,20 et une inclinaison de 13,26° par rapport à l'écliptique. Du fait de ces caractéristiques, à savoir un demi-grand axe compris entre 2 et 3,2 ua et un périhélie supérieur à 1,666 ua, il est classé, selon la JPL Small-Body Database, comme objet de la ceinture principale d'astéroïdes.

### Caractéristiques physiques
(38458) 1999 TP12 a une magnitude absolue (H) de 13,7 et un albédo estimé à 0,087.